# August Seemann

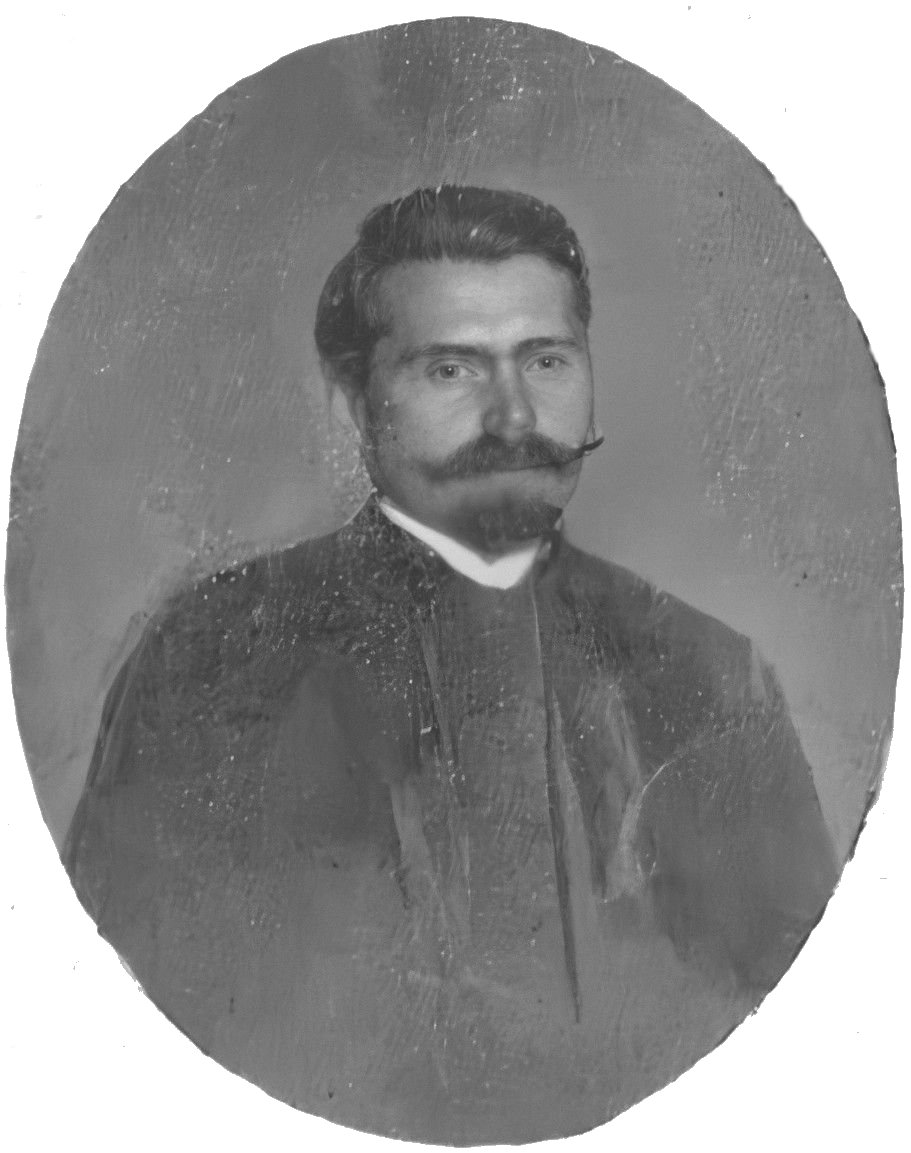
August Seemann (um 1900)

August Seemann (* 14. September 1872 in Groß-Roge; † 2. Juli 1916) war ein niederdeutscher Schriftsteller.

## Leben
Seemann war der Sohn des Zimmermanns und Landwirts Wilhelm Johann Joachim Seemann. Nach der Konfirmation nahm ihn sein ältester Bruder, der als Lehrer in Berlin arbeitete, zu sich. August Seemann besuchte hier die Präparandenanstalt und das Lehrerseminar und arbeitete ab 1894 ebenfalls als Lehrer. Ab 1902 veröffentlichte er sieben Bände niederdeutsche Lyrik und einen Band Prosa. Er fiel als Soldat im Ersten Weltkrieg am Yser-Kanal.

## Werke
- Heitblicken: plattdütsche Balladen un Lieder. Hilfsverein deutscher Lehrer. Berlin 1902.
- Selbstbiographie. In: Richard Dohse (Hrsg.): Mecklenburgisches Dichterbuch. Süsserott, Berlin 1903, S. 313 (Digitalisat).
- Andäu: nige plattdütsche Lieder un Balladen. Röwer, Berlin 1905, urn:nbn:de:gbv:28-rosdok_ppn1901022110-1.
- Tweilicht: en drüdd Reig' plattdütsche Gedichte. Röwer, Berlin 1907.
- mit Albert Schwarz: Verteeknis von plattdütsche Böker. Röwer, Berlin 1908.
- Vierblatt: ein viert Blatt plattdütsche Gedichte. Röwer, Berlin 1909.
- Hänn'n: ein föft Band plattdütsche Gedichte. Röwer, Berlin 1910.
- As dat Leben schoelt: plattdütsche Vertellsels. Röwer, Berlin 1911, urn:nbn:de:gbv:28-rosdok_ppn189550984X-5.
- Bewernadeln: ein sößt Strutz plattdütsche Gedichte. Röwer, Berlin 1913, urn:nbn:de:gbv:28-rosdok_ppn1901029921-5.
- Dreieinigkeit: nige plattdütsche Gedichten. Röwer, Berlin 1915.
- Walter Lehmbecker (Hrsg.): Auswahl aus August Seemanns plattdeutschen Gedichten. Krüger & Nienstedt, Hamburg 1971.